# Långstjärtad gråfågel
Långstjärtad gråfågel (Coracina longicauda) är en fågel i familjen gråfåglar inom ordningen tättingar.

## Utbredning och systematik
Långstjärtad gråfågel förekommer på Nya Guinea. Den behandlas antingen som monotypisk eller delas in i två underarter med följande utbredning:
- Coracina longicauda grisea – förekommer i Jayawaijayabergen (centrala Nya Guinea)
- Coracina longicauda longicauda – förekommer i centrala höglandet och i berg på Huonhalvön (nordöstra Nya Guinea)

## Status
IUCN kategoriserar arten som livskraftig.